# Лекеник
Лекеник (хорв. Lekenik) — населений пункт і громада в Сисацько-Мославинській жупанії Хорватії.

## Населення
Населення громади за даними перепису 2011 року становило 6032 осіб. Населення самого поселення становило 1897 осіб.
Динаміка чисельності населення громади:
Динаміка чисельності населення центру громади:

## Населені пункти
Крім поселення Лекеник, до громади також входять: 
- Брежане-Лекеницьке
- Бркишевина
- Цер'є-Летованицько
- Доній Вукоєваць
- Дужиця
- Горній Вукоєваць
- Летованич
- Паланєк-Покупський
- Пещениця
- Петровець
- Покупсько-Вратецько
- Поляна-Лекеницька
- Старий Брод
- Старий Фаркашич
- Шишинець
- Врх-Летованицький
- Жажина

## Клімат
Середня річна температура становить 10,74 °C, середня максимальна – 25,35 °C, а середня мінімальна – -6,30 °C. Середня річна кількість опадів – 903 мм.
| Клімат поселення                              | Клімат поселення | Клімат поселення | Клімат поселення | Клімат поселення | Клімат поселення | Клімат поселення | Клімат поселення | Клімат поселення | Клімат поселення | Клімат поселення | Клімат поселення | Клімат поселення | Клімат поселення |
| Показник                                      | Січ.             | Лют.             | Бер.             | Квіт.            | Трав.            | Черв.            | Лип.             | Серп.            | Вер.             | Жовт.            | Лист.            | Груд.            |                  |
| Середній максимум, °C                         | 6,66             | 8,69             | 13,27            | 17,56            | 22,22            | 25,35            | 24,50            | 23,77            | 20,08            | 14,91            | 9,29             | 5,30             |                  |
| Середня температура, °C                       | 0,18             | 2,20             | 6,80             | 11,07            | 15,75            | 18,88            | 20,52            | 19,80            | 16,11            | 10,91            | 5,31             | 1,32             |                  |
| Середній мінімум, °C                          | −6,3             | −4,28            | 0,32             | 4,60             | 9,28             | 12,39            | 16,57            | 15,82            | 12,13            | 6,95             | 1,34             | −2,66            |                  |
| Норма опадів, мм                              | 54               | 52               | 61               | 71               | 79               | 91               | 81               | 87               | 83               | 86               | 90               | 68               |                  |
| Середньомісячна швидкість вітру, м/с          | 1.80             | 2.00             | 2.40             | 2.26             | 2.10             | 1.90             | 1.87             | 1.70             | 1.70             | 1.71             | 1.80             | 1.80             |                  |
| Середньомісячна сонячна радіація, кДж/м²·день | 4212             | 6952             | 10608            | 15124            | 19320            | 21438            | 22249            | 19424            | 14361            | 8856             | 4657             | 3401             |                  |
| --------------------------------------------- | ---------------- | ---------------- | ---------------- | ---------------- | ---------------- | ---------------- | ---------------- | ---------------- | ---------------- | ---------------- | ---------------- | ---------------- | ---------------- |
| Джерело:                                      |                  |                  |                  |                  |                  |                  |                  |                  |                  |                  |                  |                  |                  |